# Чикили
Чи́кили (бел. Чы́кілі) — деревня в составе Козловичского сельсовета Глусского района Могилёвской области Республики Беларусь.

## Население
- 1999 год — 144 человека
- 2009 год — 79 человек

## Известные уроженцы, жители
Толстик, Николай Афанасьевич — советский хозяйственный и политический деятель.